# TVP Info
TVP Info est une chaîne de télévision d'information en continu polonaise appartenant au groupe public Telewizja Polska.
La chaîne est diffusée sur le réseau hertzien et les principaux réseaux câblés ainsi que par satellite. L'ensemble des programmes est diffusé exclusivement en polonais en direct de 6 h à minuit.

## Histoire
TVP Info est lancée le 6 octobre 2007 en remplacement de TVP 3. La chaîne est diffusé entièrement au format 16/9 à partir du 23 février 2011.
Le 20 décembre 2023, le lendemain de l'adoption par la Diète d'une résolution enjoignant « toutes les autorités de l'État de prendre immédiatement des mesures visant à rétablir l’ordre constitutionnel en ce qui concerne l'accès des citoyens à des informations fiables », la chaîne cesse momentanément d'émettre à 11 h 18 alors que les dirigeants de l'audiovisuel public sont remplacés par le nouveau gouvernement de Donald Tusk.

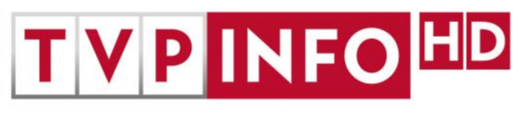
Logo de TVP Info HD (2011-2023)
(2023-2024)

## Programmes
Outre des journaux télévisés toutes les demi-heures, des débats et des magazines consacrés à l'actualité, TVP Info propose des décrochages régionaux mêlant informations de proximité, prévisions météo, état du trafic routier et reportages (par satellite, c'est le décrochage régional de Varsovie TVP Warszawa qui est proposé par défaut).
Parmi les programmes proposés, en dehors des différentes éditions du journal télévisé, figurent « Info Dziennik (magazine d'actualité politique), « Info Biznes » (actualité économique), « Forum » (actualité parlementaire et politique), « Telekurier » (magazine de société), « Debata po europejsku » (politique européenne), « Studio Wschód » (actualité des pays de l'ancien bloc de l'Est) ou « TV Nostalgia » (archives télévisées).
« Serwis Info » désigne les décrochages régionaux (reconnaissables au logo, qui change et intègre le nom de la région).

## Émissions

### Actuels

#### Quotidien
- Serwis Info Poranek : Tranche d'informations toutes les demi-heures pendant Poranek Info.
- Pogoda Info : Météo prévisions sur la Pologne et l'Europe, en direct de 10 min à 40 min de chaque heure de 6h à 10h30, outres êtes rediffusion.
- Sport Info : Émission d'infos sportives, en direct à la fin de Info Wieczór (lundi) et Panorama Info (toutes les outres jours).
- Poranek Info : Matin émission d'actualité, de 5h55 à 10h30 (en semaine), 11h (samedi) et 9h45 (dimanche). Présentée par Agata Biały, Karol Gnat, Marta Kielczyk, Edyta Lewandowska, Bartłomiej Maślankiewicz, Joanna Skrzypiec, Michał Rykowski.
- Flesz Info : Émission d'actualité de 17h à 17h15.
- Teleexpress Extra : Édition étendue immédiatement après la fin de "Teleexpressu" en TVP1, diffuse à 17h15.
- Panorama Info : Revue d'info du jour, diffuse de 21h à 21h22. Présentée par Marta Kielczyk, Agnieszka Oszczyk, Magdalena Stankiewicz, Justyne Śliwowska, Catherine Trzaskalska, Edyta Lewandowska, Michael Cholewiński, Bartholomew Maślankiewicz, Marek Durmala, Slavomir Siezieniewski, Kamil Smerdel (une presenteur par jour).
- Dziś w Poranku : Annonce de tous les magazines (Poranek Info: 5h55 au quotidien et Gość Poranku: jours de semaine à 7h17).
- Studio Lotto : Numéros de loterie, diffuse à 21h40.
- Info Wieczór : Tranche d'information à 18h50, aussi du samedi à 23h30.
- Serwis Info Dzień : Tranche d'information toutes les 30 min (en semaine) et au somme de chaque heure (week-end) de 10h30 à 15h30, aussi approx. 17h50 (en semaine), 12h30 (week-end) et 14h30 (samedi).
- Puls Polski : Talk show lié aux problèmes locaux, diffuse à 16h30 et 21h30. L'édition de 16h30 en semaine sera rediffusé trois heures plus tard.

#### En semaine
- Serwis Info Flesz : Les titres à 15 min et 45 min de chaque heure de 6h à 10h.
- Biznes Info : Émission d'économique à 19h30.

#### Du samedi
- Debata TVP INFO et Debata Trójstronna : Débat d'info, présentée par Anna Grabowska, diffuse à 13h30 (choisi).
- Reportaż TVP INFO : Reportages de reporters sur la chaîne, diffuse à 15h30 et 18h30.
- Studio Polska : Programme de débat public, diffuse de 21h50 à 23h20 (sauf pendant les saisons de vacances).

### Anciens

#### Quotidien
- Godzina po Godzinie - Podsumowanie Dnia : Le résumé d'aujourd'hui et les prévisions de ce qui se passera demain, diffuse de 22h55 à 23h35 (sauf jeudi et dimanche : 23h15), aussi rediffusion 6 heures plus tard. La dernière édition a été diffusée en 29 fevrier 2016, remplacé par Studio Świat. Présentée par Mariusz Pietrasik, Igor Sokołowski, Michał Adamczyk, Jarosław Kulczycki, Piotr Maślak, Marek Durmała, Marcin Kowalski.
- Panorama Dnia : La ancien nome de Panorama Info. La dernière édition a été diffusée en 2 mai 2016.

#### En semaine
- Sportowy Wieczór : Diffuse de 23h à 23h15 du mardi au vendredi (ancien lundi), elle diffuse le résumé des actualités sportives d'aujourd'hui. Présentée par Maciej Jabłoński, Grzegorz Mędrzejewski, Jacek Kurowski, Grzegorz Chodkowski, Piotr Dębowski, Sebastian Szczęsny.